# Tramwaje w Sarajewie

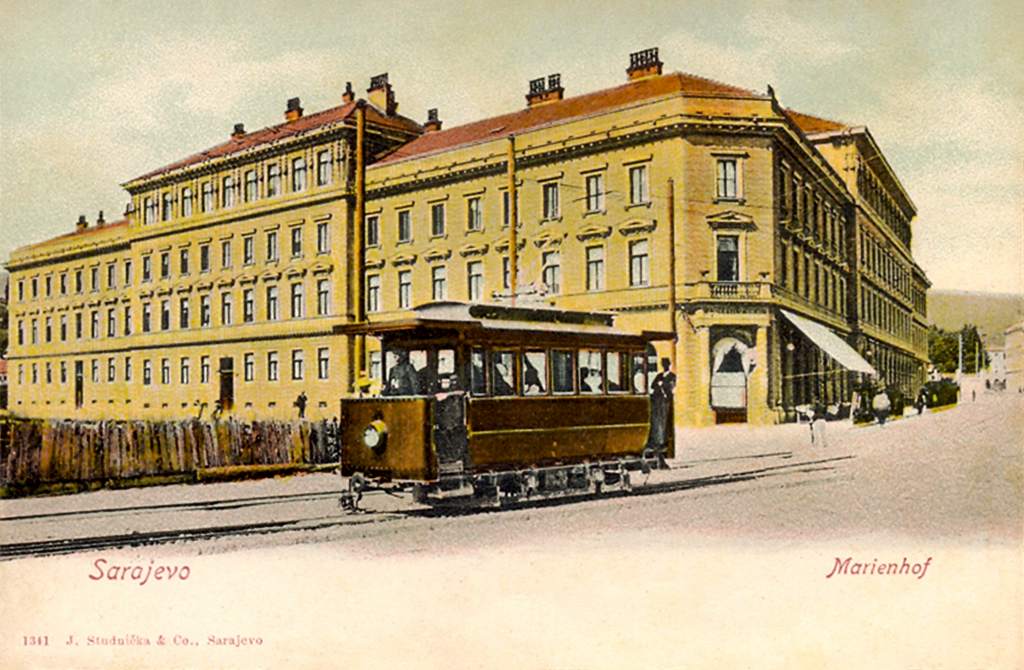
Tramwaj elektryczny w 1901 r.

Tramwaje w Sarajewie – system komunikacji tramwajowej działający w stolicy Bośni i Hercegowiny, Sarajewie. System składa się z 6 linii, których długość wynosi 22,9 km, a tory mają rozstaw 1435 mm. Jest to jedyny system tramwajowy w tym kraju. Przewóz prowadzi przedsiębiorstwo JKP GRAS.

## Historia
Pierwsza linia tramwaju konnego uruchomiona została w 1884, gdy miasto wchodziło jeszcze w skład Austro-Węgier (do dziś zachował się jeden wagon tego typu). W 1895 wprowadzono tramwaj elektryczny, a następnie linie poddawano stopniowej elektryfikacji. W latach 70. XX wieku rozpoczęto sprowadzanie czeskich tramwajów Tatra produkcji zakładów ČKD. Początkowo były to wozy Tatra K2YU, a następnie Tatra KT8D5 sprowadzane z Koszyc i Tatra KT8D5SU z Wołgogradu. Linie tramwajowe znacznie ucierpiały podczas działań wojennych w latach 1992–1995, a wagony stały się celem ataków wojsk serbskich. Najnowocześniejszymi tramwajami w Sarajewie są wozy Stadler Tango NF3 (bazujące na Ostrawskich NF2) zakupione w 2021 roku. Wagony te wyjechały na linie 28 marca 2024 r. Powstaje też linia tramwajowa do Harsnicy pod Sarajewem. Tramwaje mają tam dojechać w 2025 roku.

## Linie tramwajowe
W Sarajewie kursuje 6 linii:
- 1: Željeznička stanica – Baščaršija;
- 2: Čengić Vila – Baščaršija;
- 3: Ilidža – Baščaršija;
- 4: Ilidža – Željeznička stanica;
- 5: Nedžarići – Baščaršija;
- 6: Ilidža – Skenderija;

Linia
- 7: Nedžarići – Skenderija;

została zlikwidowana w latach 90. XX wieku.

## Tabor

### Eksploatowany
W Sarajewie eksploatowane są następujące typy tramwajów:
| Zdjęcie | Typ               | Liczba | Lata produkcji | Uwagi                                                                                            |
| ------- | ----------------- | ------ | -------------- | ------------------------------------------------------------------------------------------------ |
|         | Tatra K2YU        | 14     | 1973–1983      |                                                                                                  |
|         | Tatra KT8D5       | 3      | 1989–1990      | Wagon nr 500 był pierwotnie przeznaczony dla Pjongjangu. Wagony nr 301–304 sprowadzono z Koszyc. |
|         | Satra II          | 9      | patrz K2YU     | Wagony powstałe w wyniku modernizacji starszych tramwajów typu Tatra K2.                         |
|         | Satra III         | 3      | patrz K2YU     | Wagony powstałe w wyniku modernizacji starszych tramwajów typu Tatra K2.                         |
|         | SGP/Lohner E1     | 3      | 1962–1964      | Sprowadzone z Wiednia w latach 2005–2009.                                                        |
|         | Düwag GT8         | 18     | 1963–1968      | Sprowadzone w 2015 r. z Konyi.                                                                   |
|         | Stadler Tango NF3 | 15     | 2023–2024      | Pierwsze nowe tramwaje w Sarajewie od 1983 r. Dodatkowe 9 w opcji.                               |